# Tranosemella praerogator
Tranosemella praerogator är en stekelart som först beskrevs av Carl von Linné 1758.  Tranosemella praerogator ingår i släktet Tranosemella och familjen brokparasitsteklar. Arten är reproducerande i Sverige. Inga underarter finns listade i Catalogue of Life.